# Zdenka Baldová

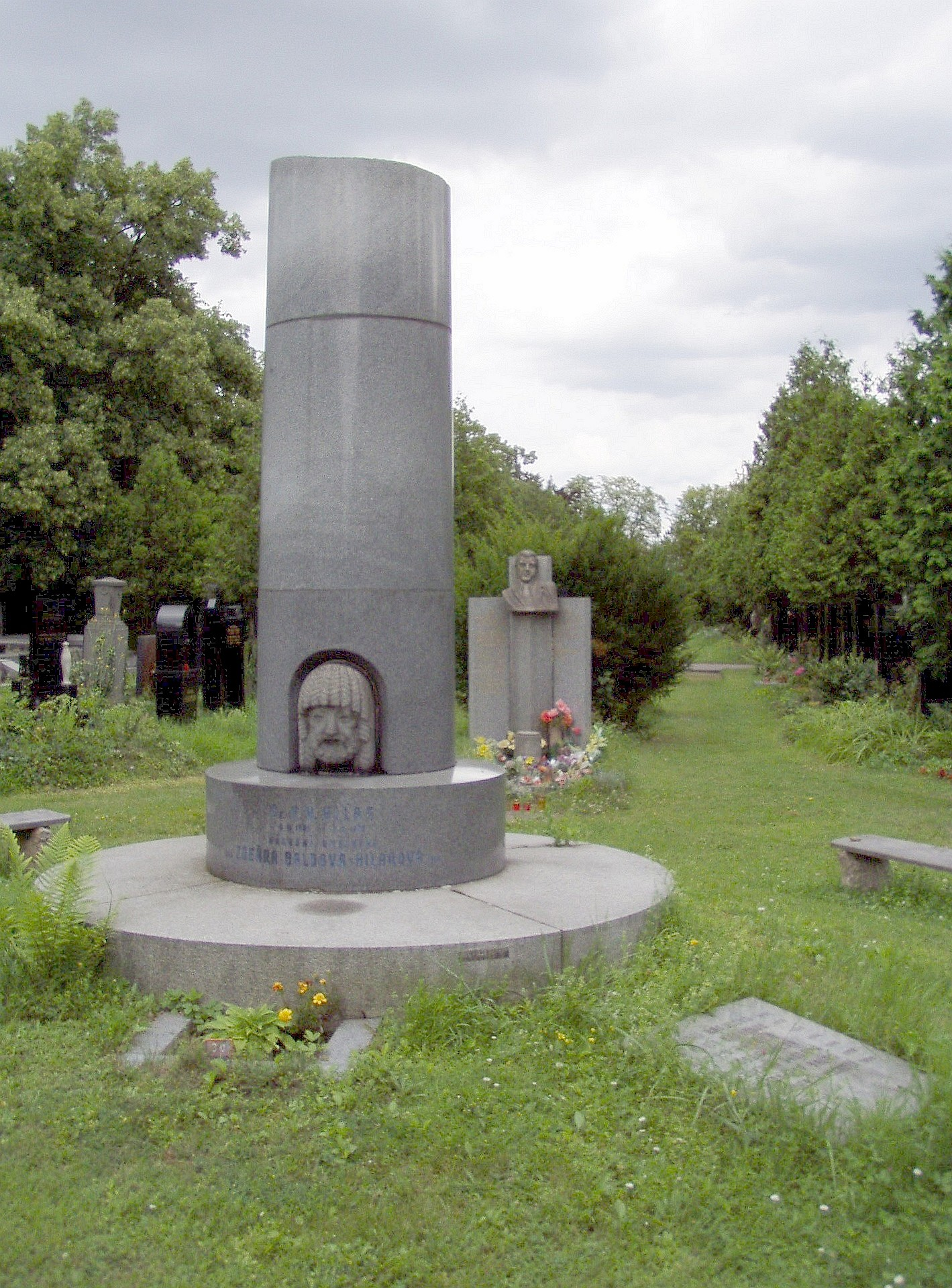
Hrob Z. Baldové a K. H. Hilara na Vinohradském hřbitově

Zdenka Baldová, rozená Zdeňka Balašová, provdaná Hilarová (20. února 1885 Česká Třebová – 26. září 1958 Praha), byla česká herečka, manželka režiséra Karla Hugo Hilara.

## Život
Začínala hrát již během svých studií na průmyslové škole v různých ochotnických souborech (např. v žižkovském Pokroku), v roce 1907  byla přijata do Městského divadla na Královských Vinohradech, což je dnešní Divadlo na Vinohradech. Zde se seznámila i se svým manželem, za něhož se v roce 1922 provdala. Karla Hugo Hilara následovala i při jeho odchodu do Národního divadla (1922), zde působila prakticky až do své smrti.
Svou hereckou kariéru začala jako představitelka naivních dívek, později milovnic. Vystupovala i jako subreta v operetách, často hrála v konverzačních hrách. Díky vlivu svého manžela se postupně stala nejprve výbornou realistickou herečkou, teprve po jeho smrti v roce 1935 se začala proměňovat ve velmi výraznou, osobitou a temperamentní komickou herečku, jež byla schopna i satirické hyperboly a šťavnatého naturalismu.
V Národním divadle proslula i mezi svými hereckými kolegy svými přeřeknutími a jevištními brepty, které ve svých humoristických knihách posléze natrvalo zachytil její mladý herecký kolega Bohumil Bezouška.

## Divadelní a filmové role (výběr)
Obvykle tvořila své role realisticky, později pod vlivem svého manžela i částečně expresionisticky.[zdroj?] Na vrcholu její herecké dráhy dostala její komika hlubší význam, hrála např. v ruských klasických hrách (Výnosné místo, Tekla Ivanovna, Gogolovy hry).
Od roku 1921 působila i ve filmu, jednalo se i o vynikající rozhlasovou herečku. Hrála např. ve filmové verzi hry Morálka paní Dulské (1958), což byla její patrně vůbec nejznámější a nejhodnotnější filmová role (zároveň i role poslední – týden po premiéře filmu zemřela).
Proslavila se též jako teta Pa ve filmu Eva tropí hlouposti.

## Ocenění
- 1953 titul zasloužilá umělkyně
- 1955 titul národní umělkyně

## Citát
| „              | Tajemství úspěchu Zdenky Baldové je velmi prosté: je v ní elementární komik. Baldová ovládá vzácné umění vyvolati nejprostšími prostředky nejsilnější komický efekt. Říká často docela krotké a nevzrušené věty, jež úmyslně zbaví všeho, co by je mohlo zatěžovat anebo nadnášet, a je i v gestu a výrazu obličeje velmi střídmá. A přece její projev má vždy zcela bezpečný účinek u publika. Je v ní někdy – zvláště v molièrovských postavách – ženský klown, který však nikdy nenadnáší a nepřekresluje...Humor Zd. Baldové má vitální základnu: je to humor rebelaisovské plnokrevnosti a prostoty. | “ |
| — Joža Götzová | |   |

## Galerie

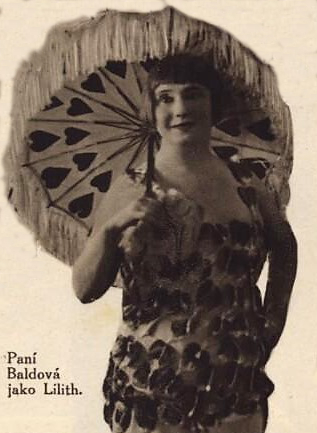
Zdenka Baldová jako Lilith (Čapkové: Adam Stvořitel, 1927 Národní divadlo)
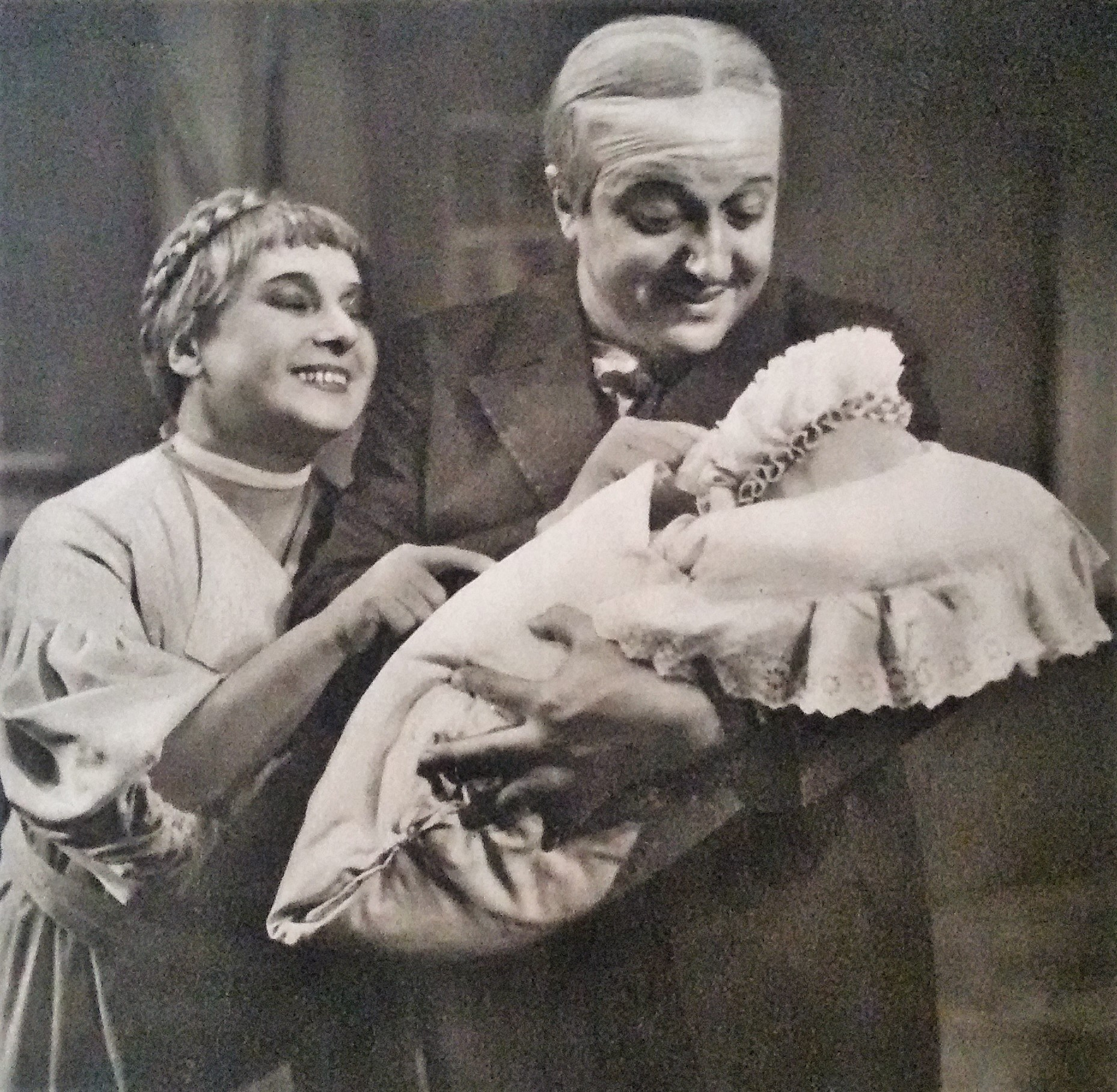
Zdenka Baldová a Hugo Haas (Letraz: Miláček, 1935 Stavovské divadlo)
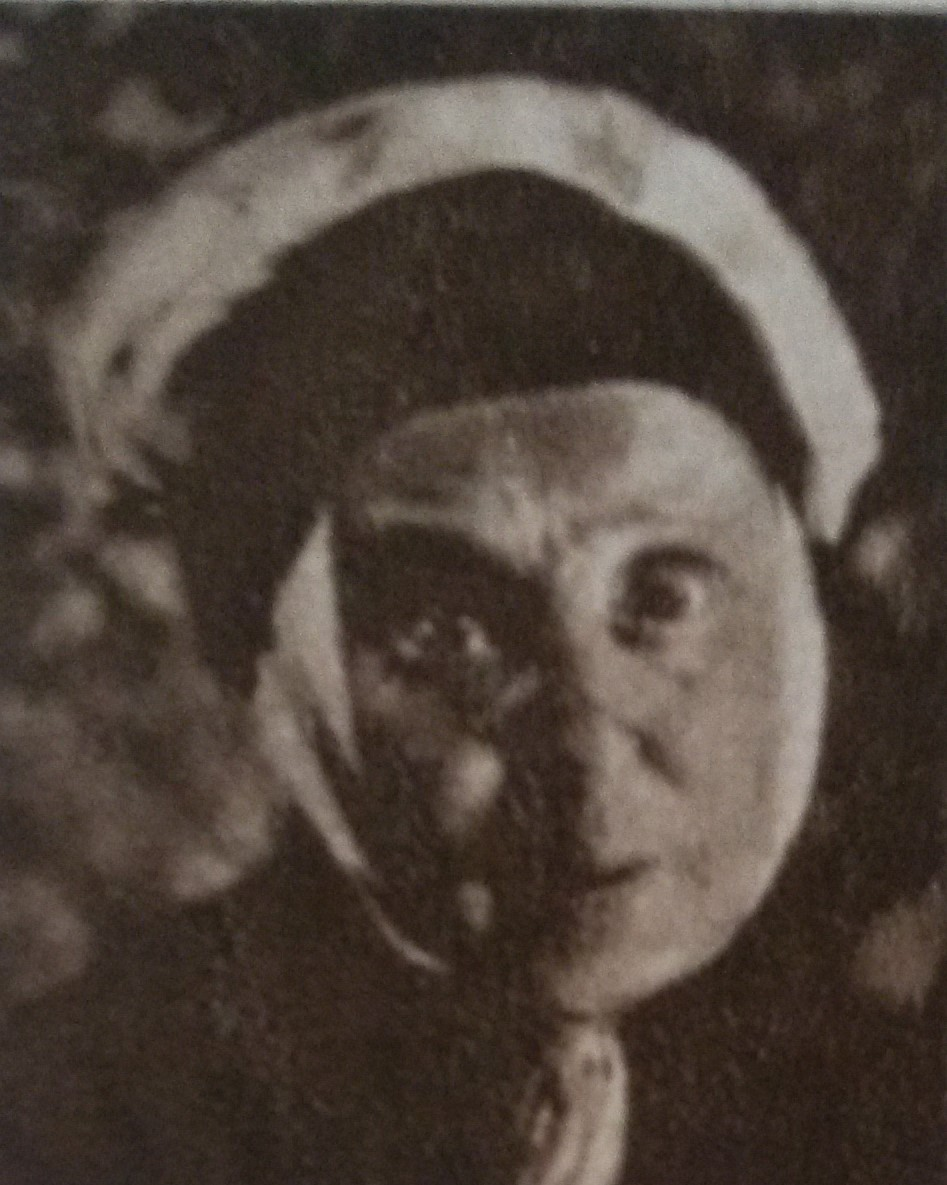
Zdenka Baldová ve filmu Rozina sebranec, 1945